# Den store segraren

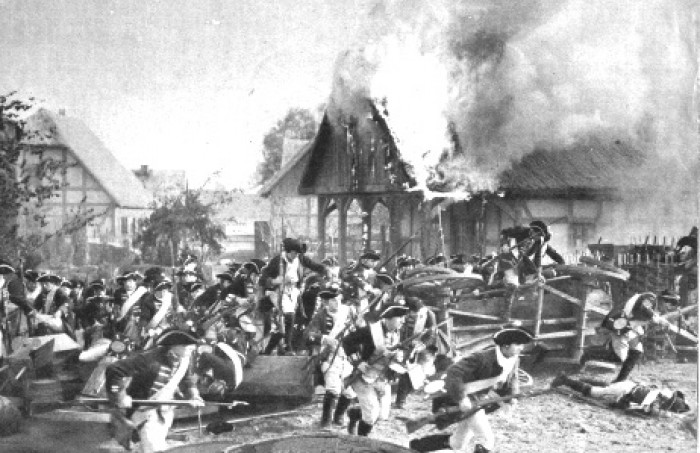
Scen ur filmen.

Den store segraren är en tysk historiefilm från 1942 med manus och regi av Veit Harlan. Filmen som handlar om Fredrik II av Preussen utspelar sig under åren 1759-1763, men dess syfte var också att verka uppmuntrande på den tyska befolkningen under det då pågående andra världskriget. Filmen hade en mycket hög budget och ett stort antal statister anlitades för inspelningarna. 
Filmen innehåller flera propagandainslag och paralleller till situationen i Tyskland under tidigt 1940-tal. Den presenterar ett budskap om offer och kampvilja och blind lydnad inför en stor ledare.

## Rollista
- Otto Gebühr - Fredrik II av Preussen
- Kristina Söderbaum - Luise Treskow
- Gustav Fröhlich - sergent Treskow
- Hans Nielsen - Niehoff
- Hilde Körber - Elisabeth
- Paul Wegener - general Czernitscheff
- Otto Wernicke - överste Rochow
- Harry Hardt - von Dessau
- Hans Hermann Schaufuß - general Zieten
- Paul Henckels - Spiller
- Elisabeth Flickenschildt - fru Spiller
- Franz Schafheitlin - överste Bernburg
- Kurt Meizel - Alfons
- Otto Graf - general Seydlitz